# Klaviersonate F-Dur (Čiurlionis)

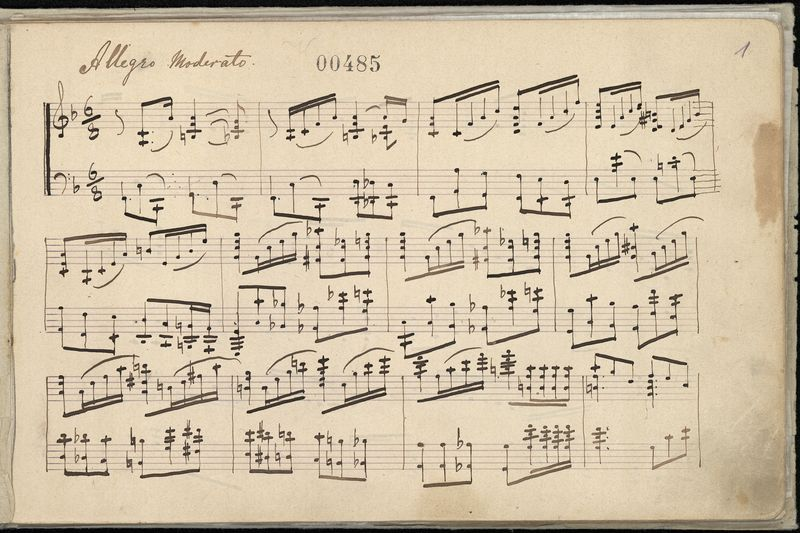
Das Manuskript der Sonate

Mikalojus Konstantinas Čiurlionis schrieb seine Klaviersonate in F-Dur (VL 155) während seiner Studienzeit in Warschau im Jahr 1898. Bei ihr handelt es sich historisch gesehen um die erste litauische Sonate überhaupt. 
Die Sonate besteht aus vier Sätzen, die eine Vortragsdauer von fast einer halben Stunde ausmachen, was sie mit zum längsten Klavierwerk von Čiurlionis macht. Sie präsentiert virtuose Kompositionstechniken von Čiurlionis. Der erste Satz ist ein klassischer Sonatenhauptsatz. Der langsame zweite Satz ist ein Andante in Des-Dur mit dreiteiliger Liedform. Hierauf folgt ein Scherzo (das einzige überlieferte des Komponisten) in b-Moll und das Finale betitelte der Komponist nicht, es handelt sich allerdings um eine Mazurka in der Grundtonart.
Čiurlionis hatte ein ausgeprägtes Verständnis der Sonatenform, das auch hier zur Geltung kommt. Parallel lässt es sich an den ein Jahr später am Leipziger Conservatorium entstandenen Kęstutis-Ouvertüre VL 2 (1902) und am Streichquartett c-Moll VL 83 beobachten. Freiere und formell entfesseltere Sonatenformen, die den Maßstäben der Zeit entsprachen, lassen sich aber erst beobachten bei den sinfonischen Dichtungen Miške (1901) und Jūra (1903–1907). Diese Kompositionen in Sonatenform haben allerdings nichts mit den bekannten Gemäldezyklen zu tun, die er „Sonaten“ taufte und von Musikwissenschaftlern als der eigentliche Höhepunkt seines kompositorisch-zeichnerischen Œuvres betrachtet werden.
Im regen Briefaustausch mit seinem Studienfreund Eugeniusz Morawski-Dąbrowa erwähnte Čiurlionis eine „Sonate zu vier Händen“, die allerdings genauso wie die zur selben Zeit komponierte Klaviersonate in cis-Moll (VL 156) nicht überliefert ist. Es könnte eine Version der Sonate in F-Dur gewesen sein.

## Veröffentlichungen
Der Notentext der Klaviersonate in F-Dur wurde nur ein einziges Mal im Jahr 1993 (104 Jahre nach Fertigstellung) in einer Ausgabe von Birutė Vainiūnaitė publiziert. Er ist praktisch nicht mehr erhältlich. Ein Exemplar ist im Čiurlionis-Haus in Vilnius ausgestellt.
Es gibt mehrfache Einspielungen der Sonate von Rokas Zubovas und Mūza Rubackytė.